# Dicranella integrifolia
Dicranella integrifolia är en bladmossart som beskrevs av Edwin Bunting Bartram 1933. Dicranella integrifolia ingår i släktet jordmossor, och familjen Dicranaceae. Inga underarter finns listade i Catalogue of Life.